# Halimatou Diallo (mannequin)
 (octobre 2021).
Pour les articles homonymes, voir Diallo et Halimatou Diallo.
Halimatou Shaadia Diallo née le 20 novembre 1996 à Conakry, est une mannequin, auteur et activiste guinéenne.
Présidente de volontaires pour lutter contre la dépigmentation (VOLUCOD) et Gérante de Halima Cosmetics 

## Biographie et études
Halimatou Diallo née à Conakry où elle a grandi et a fait ses études du primaire à Ibrahima Baba Kaké, puis à Toussaint, à Saint-Georges et au lycée 02 Octobre pour préparer son bac.
Après le bac, elle obtenu deux licences à l’université La Source en Administration des Affaires et l’autre en Droit des Affaires.
Halimatou quitte la Guinée pour le Maroc, afin de suivre des formations professionnelles en entrepreneuriat, chose qu’elle avait commencée en Guinée avec Be The Change Accademy.
Au Maroc, elle profite pour postuler dans des universités belges, elle obtient donc une admission qui lui a permis d'obtenir un master en Management des Ressources Humaines à l’Université de Namur.

## Parcours professionnel
Halimatou Diallo est la deuxième dauphine de Miss Guinée Maroc 2019, ce qui lui permet d'être désignée ambassadrice Guinée d’Ahlam rêve une marque de produits bio.
Halimatou Diallo a commencé à faire le mannequin pendant son master en Belgique. Halimatou profitait de ses congés puisqu’elle faisait un master en alternance, pour retourner au Maroc et faire des stages. Elle a travaillé pour Christian-meublé, une multinationale de mobiliers et de décoration, en tant qu’assistante Ressources Humaines.
Halimatou Diallo décroche la couronne de Miss Summer International consécutivement en 2019 et 2020 aux Philippines,.
Au cours de la compétition de 2019, elle s’impose aussi devant les candidates africaines et décroche le Prix Top Africa et elle a été deuxième dauphine au concours de beauté Miss Guinée Maroc de la même année 2019,.

## Engagement
En 2018, Halimatou a eu l’idée de créer une l'ONG qui lutte contre la dépigmentation avec ses amies sur les réseaux sociaux. Halimatou est la présidente de volontaires pour lutter contre la dépigmentation (VOLUCOD).  

## Ouvrages
- Halimatou Shaadia, Au-delà de la couleur de peau : Les multiples aspects de la beauté, Indépendante, 2 février 2025, 244 p. (ISBN 978-2-4-946-1077-4)[7],[8].